# Apsilops tenebrosus
Apsilops tenebrosus är en stekelart som beskrevs av Hellen 1957. Apsilops tenebrosus ingår i släktet Apsilops och familjen brokparasitsteklar. Inga underarter finns listade.